# Diecezja Fresno
Diecezja Fresno (łac. Dioecesis Fresnensis, ang. Diocese of Fresno) jest diecezją Kościoła rzymskokatolickiego w metropolii Los Angeles w Stanach Zjednoczonych. Swym zasięgiem obejmuje środkowo-wschodnią część stanu Kalifornia. 

## Historia
Diecezja została kanonicznie erygowana 6 października 1967 roku przez papieża Pawła VI. Wyodrębniono ją z ówczesnej diecezji Monterey-Fresno. Pierwszym ordynariuszem został dotychczasowy biskup pomocniczy Los Angeles Timothy Manning (1909-1989), późniejszy kardynał. Kapłanem tej diecezji w latach 1962-1980 (od 1975 jako biskup pomocniczy) był późniejszy arcybiskup Los Angeles i kardynał Roger Mahony.

## Ordynariusze
- Timothy Manning (1967–1969)
- Hugh Aloysius Donohoe (1969–1980)
- José de Jesús Madera Uribe (1980–1991)
- John Thomas Steinbock (1991–2010)
- Armando Ochoa (2011–2019)
- Joseph Brennan (od 2019)